# جاكوب أناتولي
جاكوب أناتولي (بالفرنسية: Yaʿaqōv ben Abbâ Mārî ben Šimšôn Anaṭôlî)‏ هو كاتب ومترجم وحاخام ومؤلف فرنسي، ولد في 1194 في مارسيليا في فرنسا، وتوفي في 1256.

## وصلات خارجية
- جاكوب أناتولي على موقع الموسوعة البريطانية (الإنجليزية)